# David Jack
David Bone Nightingale Jack (Bolton, Inglaterra, 3 de abril de 1899-10 de septiembre de 1958) fue un futbolista inglés. Fue el primer jugador en anotar en el Estadio de Wembley en la final de la FA Cup de 1923, y el primer jugador en el mundo en ser transferido en más de £10 000, cuando pasó a formar parte del Arsenal en octubre de 1928.

## Clubes

### Como jugador
| Club             | País       | Año         | Partidos | Goles |
| ---------------- | ---------- | ----------- | -------- | ----- |
| Plymouth Argyle  | Inglaterra | 1919 - 1920 | 48       | 15    |
| Bolton Wanderers | Inglaterra | 1920 - 1928 | 324      | 161   |
| Arsenal          | Inglaterra | 1928 - 1934 | 208      | 124   |

### Como entrenador
| Club            | País       | Año         |
| --------------- | ---------- | ----------- |
| Southend United | Inglaterra | 1934 - 1940 |
| Middlesbrough   | Inglaterra | 1944 - 1952 |
| Shelbourne      | Irlanda    | 1953 - 1955 |